# Mitrephanes
Genre
Mitrephanes est un genre de passereaux nommés moucherolle.

## Liste d'espèces
D'après la classification de référence du Congrès ornithologique international (ordre phylogénique) :
- Mitrephanes phaeocercus (P. L. Sclater, 1859) – Moucherolle huppé
- Mitrephanes olivaceus Berlepsch et Stolzmann, 1894 – Moucherolle olive